# Pelegrina insignis
Pelegrina insignis là một loài nhện trong họ Salticidae.
Loài này thuộc chi Pelegrina. Pelegrina insignis được Richard C. Banks miêu tả năm 1892.